# Breaking The Rules
 (février 2023).
Si vous disposez d'ouvrages ou d'articles de référence ou si vous connaissez des sites web de qualité traitant du thème abordé ici, merci de compléter l'article en donnant les références utiles à sa vérifiabilité et en les liant à la section « Notes et références ».
Albums de Signmark
Signmark
(2006)
Singles
Breaking The Rules est le second album de Signmark, produit par Sakke Aalto et sorti en 2010. Comme l'album précédent, celui-ci comprend un album CD, en plus des DVD avec des clips vidéos de musique de tous les CD de chansons en langue des signes américaine ainsi que de trois documentaires Signmark’s Story (L'Histoire de Signmark), Signmark goes to Hong Kong (Signmark à Hong Kong) et Silent Shout Helsinki.

## Liste de pistes
| No  | Titre                                   | Durée |
| --- | --------------------------------------- | ----- |
| 1.  | The Take Off                            | 3:26  |
| 2.  | Deaf Man’s Blues                        | 3:42  |
| 3.  | Against The Wall (feat. Kalle Lindroth) | 3:39  |
| 4.  | Smells Like Victory                     | 3:32  |
| 5.  | X-Man (feat. Deep Insight)              | 3:23  |
| 6.  | Talk 2 The Hand                         | 3:10  |
| 7.  | Miss Rhytm                              | 3:22  |
| 8.  | Louder Than Words                       | 3:05  |
| 9.  | Speakerbox (feat. Osmo Ikonen)          | 2:59  |
| 10. | The Letter                              | 4:28  |